# Nada Chroudi
Nada Chroudi, née le 20 novembre 1987, est une athlète tunisienne.

## Carrière
Nada Chroudi est médaillée d'or de l'heptathlon aux Jeux panarabes de 2011 à Doha. Elle est médaillée d'argent en heptathlon aux championnats panarabes 2013 à Doha et médaillée de bronze de la même discipline aux Jeux de la Francophonie de 2013 à Nice.
Aux championnats panarabes 2015 à Madinat 'Isa, elle est médaillée d'argent en heptathlon et médaillée de bronze du lancer du javelot. Aux championnats panarabes 2017 à Radès, elle est médaillée d'or en heptathlon, en lancer du poids et en lancer du javelot.
Médaillée d'or de l'heptathlon et médaillée de bronze du lancer du javelot aux championnats panarabes 2019 au Caire, elle obtient le bronze en heptathlon aux Jeux africains de 2019 à Rabat.
Aux championnats panarabes 2021 à Radès, elle est médaillée d'or au lancer du poids ainsi qu'à l'heptathlon.
En 2022, elle monte sur la troisième marche du podium lors des championnats d'Afrique.
Aux championnats panarabes 2023 à Marrakech, elle est médaillée d'or au lancer du poids ainsi qu'à l'heptathlon.

## Palmarès
| Date | Compétition             | Lieu         | Résultat | Épreuve           | Points    |
| ---- | ----------------------- | ------------ | -------- | ----------------- | --------- |
| 2011 | Jeux panarabes          | Doha         | 1re      | Heptathlon        | 4 993 pts |
| 2012 | Championnats d'Afrique  | Porto-Novo   | 4e       | Heptathlon        | 5 146 pts |
| 2013 | Championnats panarabes  | Doha         | 2e       | Heptathlon        | 5 395 pts |
| 2013 | Jeux de la Francophonie | Nice         | 3e       | Heptathlon        | 4 966 pts |
| 2014 | Championnats d'Afrique  | Marrakech    | 4e       | Heptathlon        | 5 011 pts |
| 2015 | Championnats panarabes  | Madinat 'Isa | 2e       | Heptathlon        | 5 211 pts |
| 2015 | Championnats panarabes  | Madinat 'Isa | 3e       | Lancer du javelot | 43,17 m   |
| 2016 | Championnats d'Afrique  | Brazzaville  | 5e       | Heptathlon        | 5 396 pts |
| 2017 | Championnats panarabes  | Radès        | 1re      | Heptathlon        | 5 029 pts |
| 2017 | Championnats panarabes  | Radès        | 1re      | Lancer du javelot | 42,25 m   |
| 2017 | Championnats panarabes  | Radès        | 1re      | Lancer du poids   | 13,42 m   |
| 2019 | Championnats panarabes  | Le Caire     | 1re      | Heptathlon        | 5 515 pts |
| 2019 | Championnats panarabes  | Le Caire     | 3e       | Lancer du javelot | 45,16 m   |
| 2019 | Jeux africains          | Rabat        | 3e       | Heptathlon        | 5 302 pts |
| 2021 | Championnats panarabes  | Radès        | 1re      | Heptathlon        | 5 498 pts |
| 2021 | Championnats panarabes  | Radès        | 1re      | Lancer du poids   | 15,12 m   |
| 2022 | Championnats d'Afrique  | Saint-Pierre | 3e       | Heptathlon        | 5 117 pts |
| 2023 | Championnats panarabes  | Marrakech    | 1re      | Heptathlon        | 5 595 pts |
| 2023 | Championnats panarabes  | Marrakech    | 1re      | Lancer du poids   | 13,80 m   |
| 2023 | Jeux panarabes          | Oran         | 2e       | Heptathlon        | 5 342 pts |
| 2023 | Jeux panarabes          | Oran         | 2e       | Lancer du poids   | 13,96 m   |

## Records
| Épreuve    | Performance    | Lieu     | Date          |
| ---------- | -------------- | -------- | ------------- |
| Heptathlon | 5 686 pts (NR) | Florence | 28 avril 2018 |